# قلعه ساگی‌یاما
قلعه ساگی‌یاما (انگلیسی: Sagiyama Castle) یک قلعه متعلق به خاندان توکی و سپس خاندان سایتو در ولایت مینو در ژاپن بود.
قلعه ای بود که در اواخر دوره هی‌آن در ولایت مینو در ژاپن ساخته شد (اواخر قرن دوازدهم)؛ این قلعه در اواسط قرن شانزدهم دوره سنگوکو ویران شد. ویرانه‌های قلعه در شهر گیفو، استان گیفو واقع شده‌است.
قلعه ساگی‌یاما در سالهای ۱۱۸۵ تا ۱۱۹۰ توسط ساتاکه هیده‌یوشی ساخته شد. در ابتدا یک قلعه اصلی برای خاندان توکی بود، که در آن زمان شوگو (فرماندار) ولایت مینو بودند. هرچند، پس از ساخت قلعه کاواته در سال ۱۳۵۳، در جنوب قلعه ساگی‌یاما این قلعه دیگر نقش مهمی در منطقه ایفا نکرد. توکی یوری‌آکی در اوایل قرن شانزدهم به این قلعه منتقل شد، اما تصمیم گرفت که پس از تبدیل شدن به شوگو، در قلعه کاواته زندگی کند. . پس از آنکه سایتو دوسان در سال ۱۵۳۰ قدرت از قبیله توکی را غصب کرد، قدرت این منطقه را به قلعه گیفو در بالای کوه کوه کینکا (گیفو) منتقل کرد. اما به دلیل سهولت دسترسی به این قلعه گاهی به این قلعه پناه می‌برد. سایتو دوسان پس از انجام چند تعمیر، قلعه ساگی‌یاما را به پسرش سایتو یوشیتاتسو واگذار کرد. از آنجائیکه یوشیتاتسو امکان می‌داد پدرش پسر دیگرش را به جانشینی انتخاب کند، دو برادر خود را به قتل رساند. این قتل‌ها منجر به نبرد ناگارا-گاوا بین دوسان و یوشیتاتسو در سال ۱۵۵۶ شد که سرانجام منجر به مرگ دوسان و تخریب این قلعه شد.